# Гварде-Мароња-Росати-Венкати (Виченца)
Гварде-Мароња-Росати-Венкати је насеље у Италији у округу Виченца, региону Венето.
Према процени из 2011. у насељу је живело 298 становника. Насеље се налази на надморској висини од 307 м.